# Vogelsberg (Thüringen)
Vogelsberg ist eine Gemeinde im Landkreis Sömmerda in Thüringen. Sie gehört zur Verwaltungsgemeinschaft Gramme-Vippach.

## Geografie
Vogelsberg und seine Umgebung bietet eine abwechslungsreiche Natur. Zum einen wäre der Clausberg zu erwähnen, der früher zum Weinanbau genutzt wurde. Zum Teil sind heute noch die einzelnen Weinterrassen zu erkennen. Auf dem Clausberg stand zudem eine Burg, die Vogelsburg, deren Standort heute noch durch vier Linden gekennzeichnet ist.
Zwischen Vogelsberg und dem Clausberg fließt die Scherkonde, ein kleiner Fluss, der schließlich in die Lossa mündet. Die Scherkonde verschwindet im Westen Vogelsbergs im Orlishäuser Stausee/ Vogelsberger Stausee. Dieser Stausee ist in ganz Deutschland bei Anglern für seine großen Karpfen bekannt. Hier sind üppige Fänge keine Seltenheit. Regelmäßig fangen hier Angler Karpfen von über 35 Pfund.
Im Südwesten von Vogelsberg befindet sich ein idyllisches Waldstück, genannt „Wäldchen“, angrenzend erhebt sich der Kirschberg bzw. Bonifatiushügel.
Am Ende des Kirschberges befindet sich eine Quelle, die frisches Wasser an die Oberfläche bringt, welches dann den Weg bis in die Ortsmitte in den dort gelegenen Löschwasserteich findet.

## Geschichte
Die erste sicher datierte Erwähnung Vogelsbergs befindet sich in einem Dokument vom 18. Mai 876. Es ist das Protokoll einer Reichsversammlung, die in Ingelheim am Rhein unter König Ludwig dem Deutschen geführt wurde. Hierbei wurde ein Streit um den Anspruch des Zehnten in Thüringen zwischen dem Erzbischof Luibert von Mainz und dem Abt Sigihard vom Kloster Fulda geschlichtet.
Bei der 974 bezeichneten Burganlage „Fugelsburg“ ist man davon ausgegangen, dass es ein alter Königshof oder ein Sitz eines höheren Adligen war. Mit dem Ausbau der fränkischen Macht wird diese Stelle auch in Verbindung gebracht. Das Gelände ist von einem Wall umgeben und durch zwei Querwälle unterteilt. Reste von Mauern sind noch vorhanden.
Vogelsberg gehörte im 14. Jahrhundert den Grafen von Orlamünde. Nach deren Aussterben im Jahr 1372 kam der Ort an die wettinische Landgrafschaft Thüringen. Im Jahre 1421 ist Vogelsberg als Sitz einer Vogtei mit 8 Dörfern erwähnt. Sie gelangte bei der Leipziger Teilung 1485 an das ernestinische Kurfürstentum Sachsen. Im 16. Jahrhundert gehörte Vogelsberg zu dem Teil der „Vogtei Brembach“, welcher 1664 zum Amt Großrudestedt kam. Dieses gehörte ab 1672 zum Herzogtum Sachsen-Eisenach und ab 1741 zum Herzogtum Sachsen-Weimar-Eisenach.
Während des Zweiten Weltkrieges mussten Militärinternierte aus Italien sowie mindestens 66 Frauen und Männer aus Polen und der Tschechoslowakei Zwangsarbeit verrichten: in der Landwirtschaft und in der Rheinmetall Borsig AG in Sömmerda. Eine Unterkunft für 30 Zwangsarbeiter aus der Tschechoslowakei war das Gasthaus „Zur Linde“.

### Abschuss eines US-Flugzeugs 1964

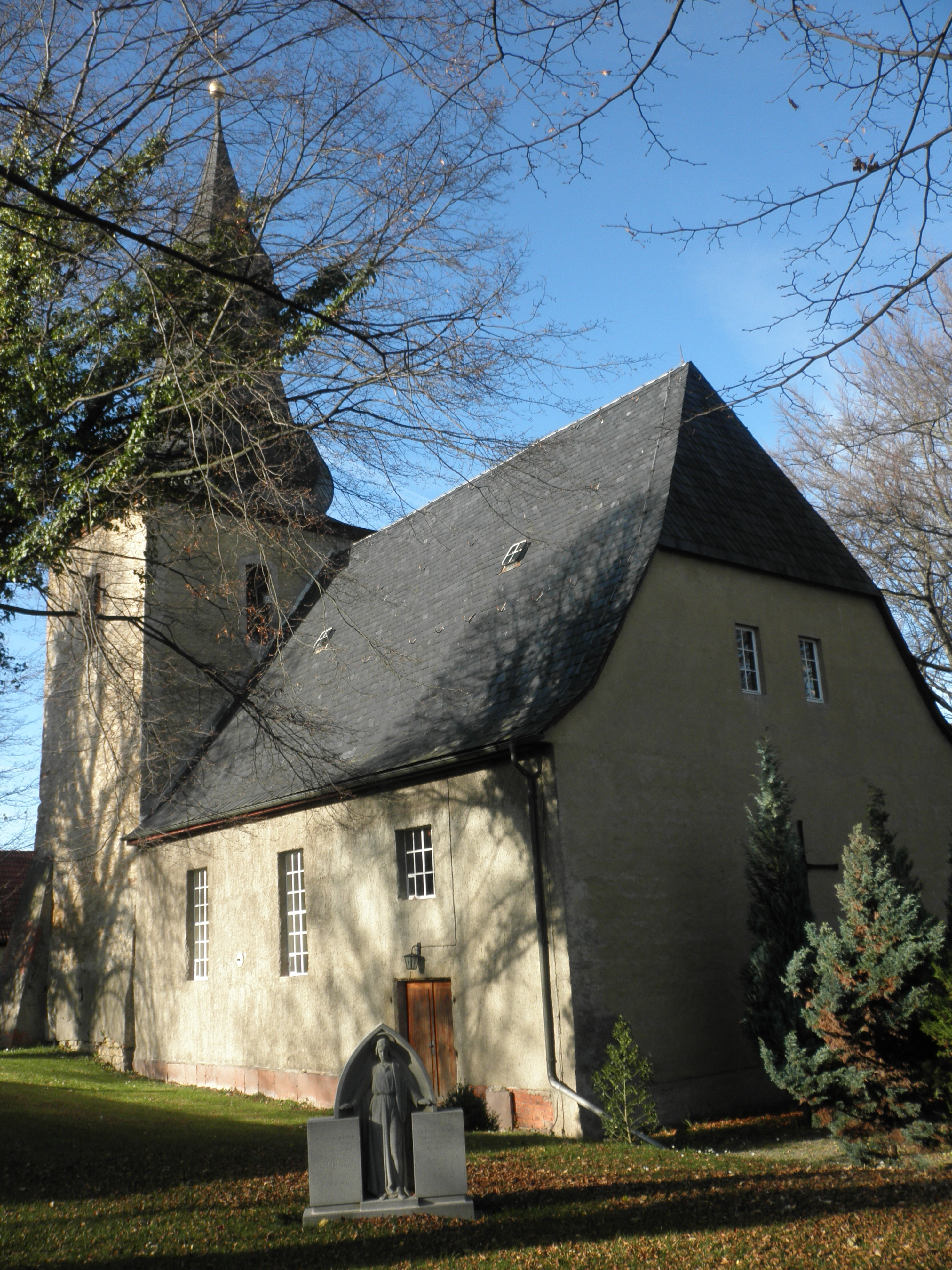
Ev. Kirche in Vogelsberg

Am Dienstag, dem 28. Januar 1964 wurde am Kirschberg bei Vogelsberg ein amerikanisches Aufklärungsflugzeug CT-39A Sabreliner von zwei sowjetischen MiG-19 „Farmer“ abgeschossen und explodierte in einem weithin sichtbaren Feuerball. Die Maschinen kamen vom Flugplatz Altenburg, der Abschussbefehl wurde vom Oberkommando der Gruppe der Sowjetischen Streitkräfte in Deutschland in Wünsdorf gegeben. Das Kleinflugzeug hatte bei Diedorf den Luftraum der DDR verletzt und drang 90 km in deren Gebiet ein. Man kann es als gesichert ansehen, dass das US-Aufklärungsflugzeug sich auf einem Spionageflug zum nur 17 km entfernten sowjetischen Militärflugplatz neben dem Ort Haßleben befand. In den 1950ern hatten die sowjetischen Streitkräfte begonnen, direkt neben Haßleben einen Militärflugplatz zu errichten, dessen Ausbau erst verzögert und Anfang der 1960er Jahre fertiggestellt worden war. Hier landeten u. a. auch die damals neuesten MIG-Düsenjäger sowie Transportflugzeuge. Sowjetarmee, MfS und Mitarbeiter des DDR-Innenministeriums sperrten den Ort Vogelsberg weiträumig ab. Vorher waren schon zahlreiche Einwohner von Vogelsberg an der Absturzstelle. Die Maschine war von der USAF 7101st ABW aus Richtung Wiesbaden gekommen. Die Führung und Zieleinweisung zum Abfangen übernahm das diensthabende System der FuTK 511 der NVA, auf der Höhe 261 „Pulverturm“ bei Sömmerda/Kranichborn (Kranichborner Hügel). Man hatte die Information, dass es sich um eine dreiköpfige Besatzung handelte. Da an der Absturzstelle nur zwei tote Piloten in der völlig zerstörten Maschine gefunden wurden, ging man von einem abgesetzten Agenten aus. Bei den Tatortuntersuchungen fand man unter Triebwerksteilen im Aufschlagkrater die verkohlte Leiche des gesuchten dritten Piloten. Nach den Untersuchungen wurden die größeren Wrackteile und die gefallenen amerikanischen Offiziere (Gerald K. Hannaford, John F. Lorraine Jr. und Donald G. Millard) auf sowjetische LKWs verladen und der amerikanischen Militärmission übergeben. Geleitet wurde die Aktion auf DDR-Seite vom gebildeten Operativstab im Hotel Erfurter Hof, in der damaligen Bezirkshauptstadt Erfurt. Nach der Übergabe an die Amerikaner wurden die gefallenen US-Piloten von Tempelhof nach Wiesbaden geflogen, wo die offizielle Trauerfeier mit den Familienangehörigen stattfand. Danach wurden die Toten in die USA überführt und beigesetzt. Der kommandierende Offizier Hannaford der gescheiterten Aufklärungsmission liegt auf dem Nationalfriedhof Arlington Abschnitt 4/Stelle 2902-B. Die amerikanische Seite hüllt sich bis heute in Schweigen über den Vorfall. Von sowjetischer Seite fehlt eine Erklärung, warum das Flugzeug abgeschossen und nicht zur Landung gezwungen wurde. Mehrere Anrufe an den Flug von beiden Seiten blieben unbeantwortet. Es scheint als ob das Funkgerät des T-39 außer Betrieb war und die Mannschaft nicht antworten konnte. Das US-Flugzeug war unbewaffnet, hatte keine Schleudersitze und keine Fallschirme.

### Einwohnerentwicklung
| - 1994: 753 - 1995: 754 - 1996: 765 - 1997: 781 - 1998: 771 - 1999: 764 | - 2000: 765 - 2001: 755 - 2002: 765 - 2003: 762 - 2004: 750 - 2005: 749 | - 2006: 739 - 2007: 715 - 2008: 712 - 2009: 699 - 2010: 692 - 2011: 698 | - 2012: 708 - 2013: 696 - 2014: 681 - 2015: 680 - 2016: 687 - 2017: 706 | - 2018: 696 - 2019: 696 - 2020: 700 - 2021: 699 |

 Datenquelle: Thüringer Landesamt für Statistik

## Politik

### Wappen
Bedeutung: Der Vogel auf dem Berg, der zugleich redendes Symbol in volksetymologischer Deutung des Ortsnamens ist, befindet sich bereits seit dem 17. Jahrhundert im Siegelbild der Gemeinde. Seit 1912 ist neben diesem Symbol ein aufrechtes Schwert im Gemeindesiegel nachweisbar, offensichtlich in Erinnerung an den 1378 erwähnten Dingstuhl in Vogelsberg. Ergänzt werden diese beiden Symbole im Wappen durch den Waidstein, der auf den in dieser Gegend verbreiteten Waidanbau und die Waidverarbeitung verweist.

## Wirtschaft und Infrastruktur

### Wasserver- und Abwasserentsorgung
Die Wasserversorgung für die Gemeinde Vogelsberg wurde von selbiger auf den Trinkwasserzweckverband "Thüringer Becken" übertragen. Die Abwasserentsorgung wurde auf den Abwasserzweckverband "Scherkondetal" übertragen.

## Sehenswürdigkeiten
- Dorfkirche mit historischen Grabsteinen auf dem Kirchhof
- Großer Findling in Ortsmitte unter einer Eiche
- Fliegerdenkmal am „Kirschberg“ oder „Bonifatius-Hügel“ (nach Karten: am „Stöllborner Berg“), etwa 2 Kilometer südlich von Vogelsberg. Hier war (siehe oben) 1964 ein amerikanisches Aufklärungsflugzeug nach Beschuss durch sowjetische Jagdflugzeuge abgestürzt, wobei die drei Piloten den Tod fanden. Ein weißes Kreuz mit den Namen und Fotos der drei Gefallenen wurde nach der politischen Wende durch Gerhard Harsch aufgestellt. Ein benachbarter Gedenkstein mit Tafel wurde am 15. August 1998 in Anwesenheit auch zweier hoher amerikanischer Luftwaffenoffiziere feierlich eingeweiht. Das Denkmal war nach eigener Idee, mit eigenem Material und in Eigenleistung von acht Angehörigen zweier Familien (Haase und Grosch) aus Vogelsberg am Bonifatiushügel errichtet worden. Sie hatten zu den Ortsbewohnern gehört, die als Erste 1964 an der Absturzstelle waren. Das Denkmal liegt sehr versteckt und ist schlecht über eine landwirtschaftliche Straße und Feldwege zu finden. Es gibt nur zwei Schilder „Denkmal“ (ohne Hinweis auf dessen Art) im Ort und im Stöllborner Tal, die jedoch keine ordentliche Orientierung erlauben.

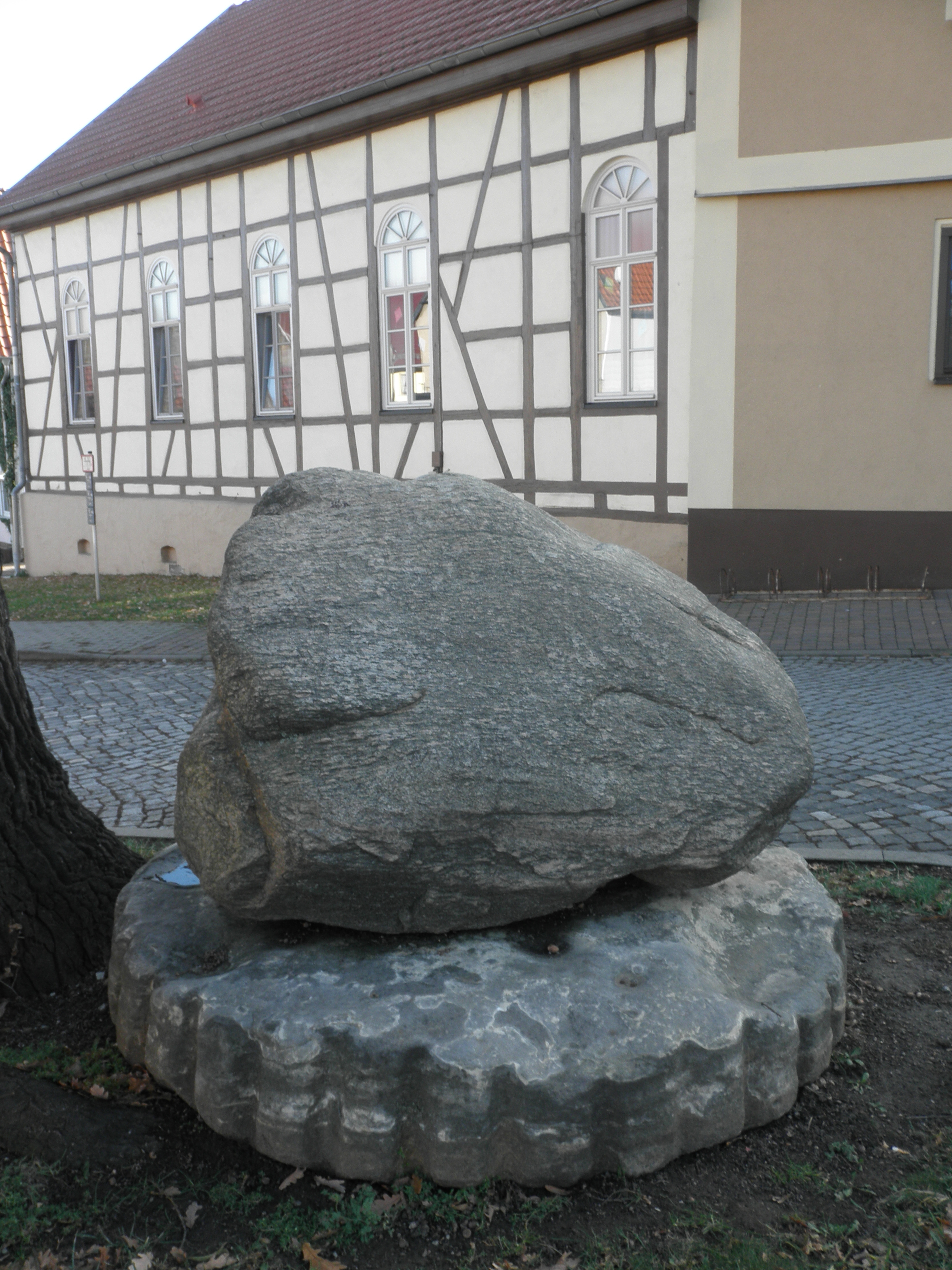
Findling und Waidstein in Ortsmitte
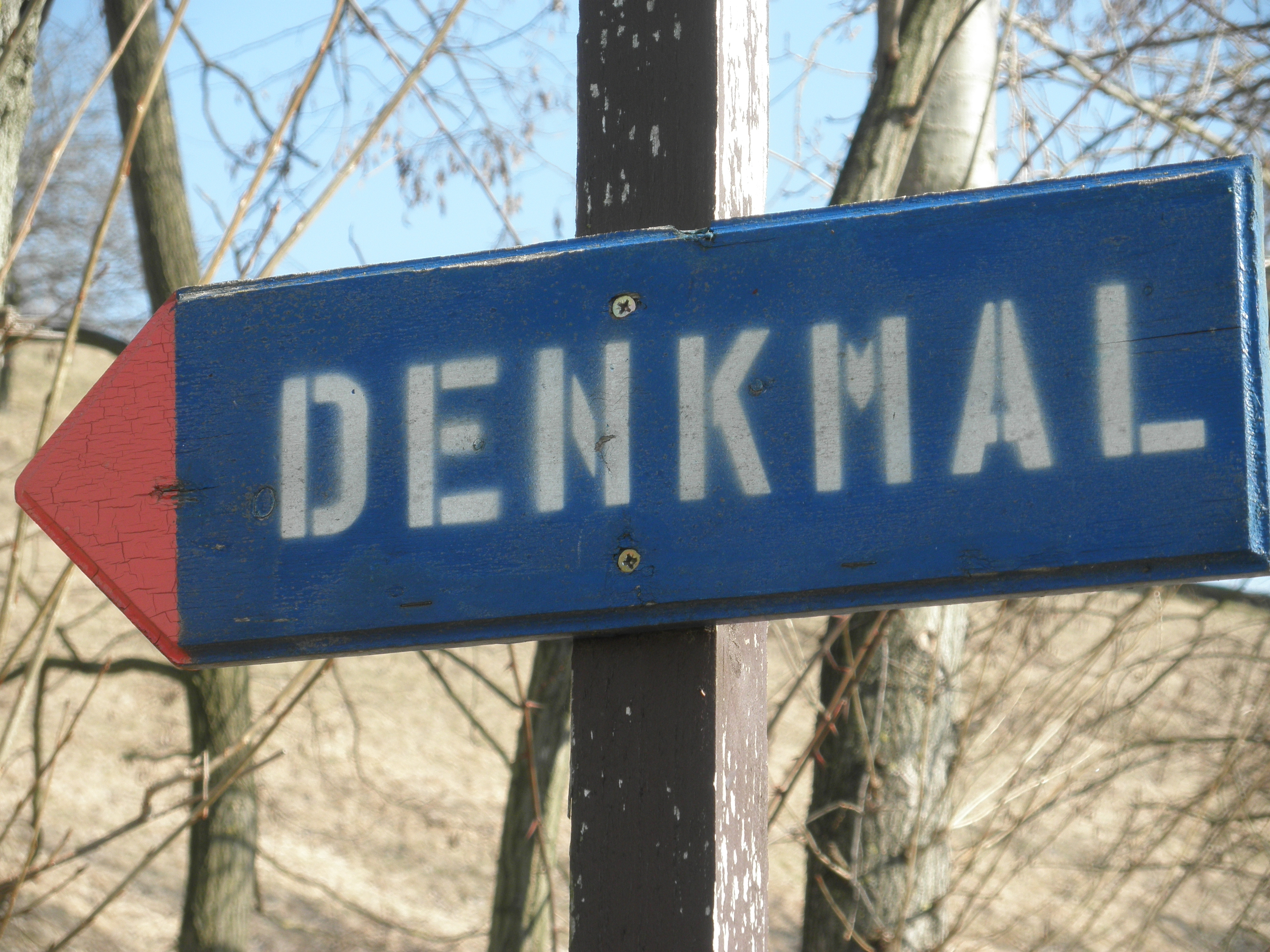
Wegweiser zum US-Fliegerdenkmal
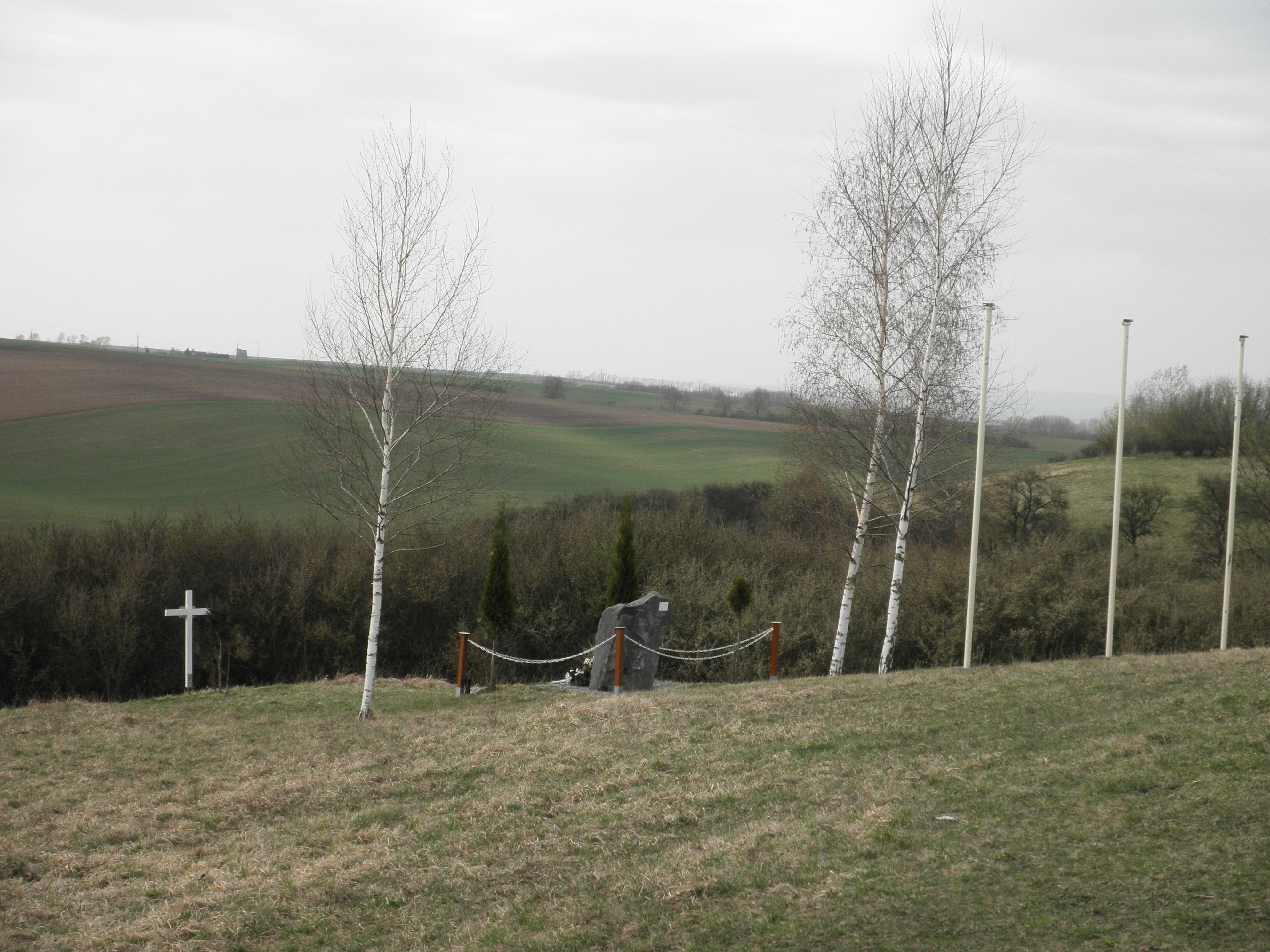
Fliegerdenkmal bei Vogelsberg
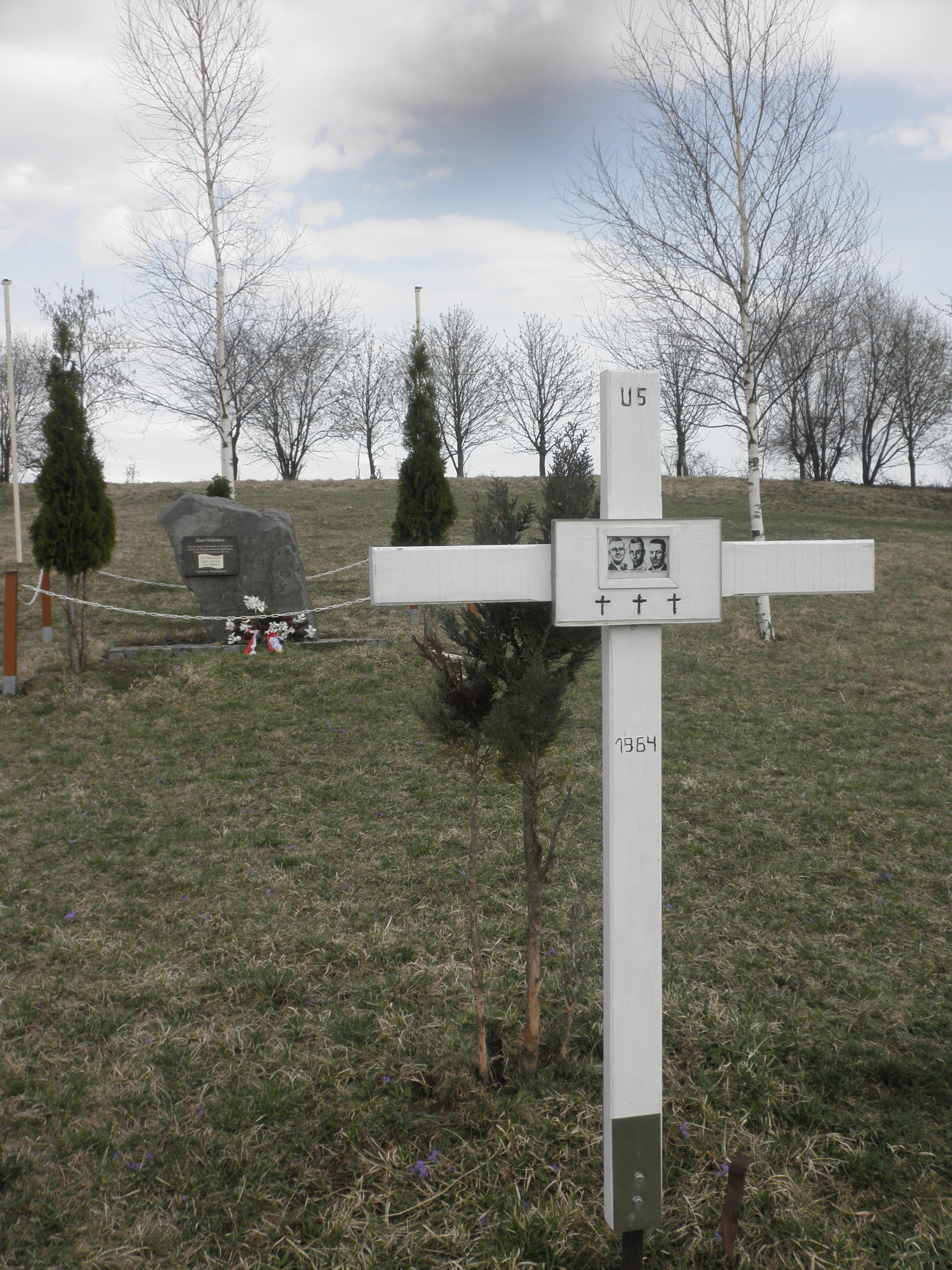
Fliegerdenkmal
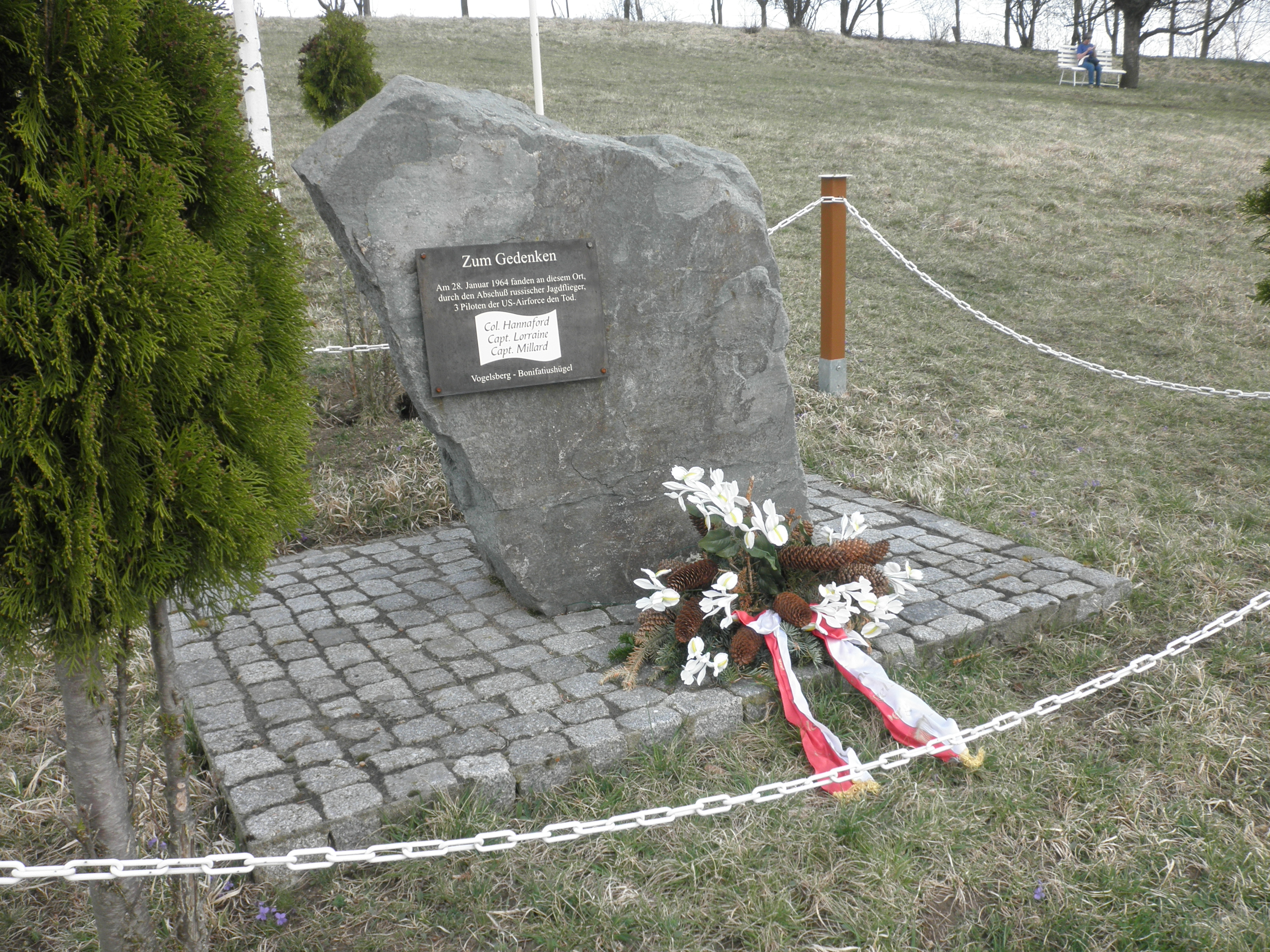
Fliegerdenkmal
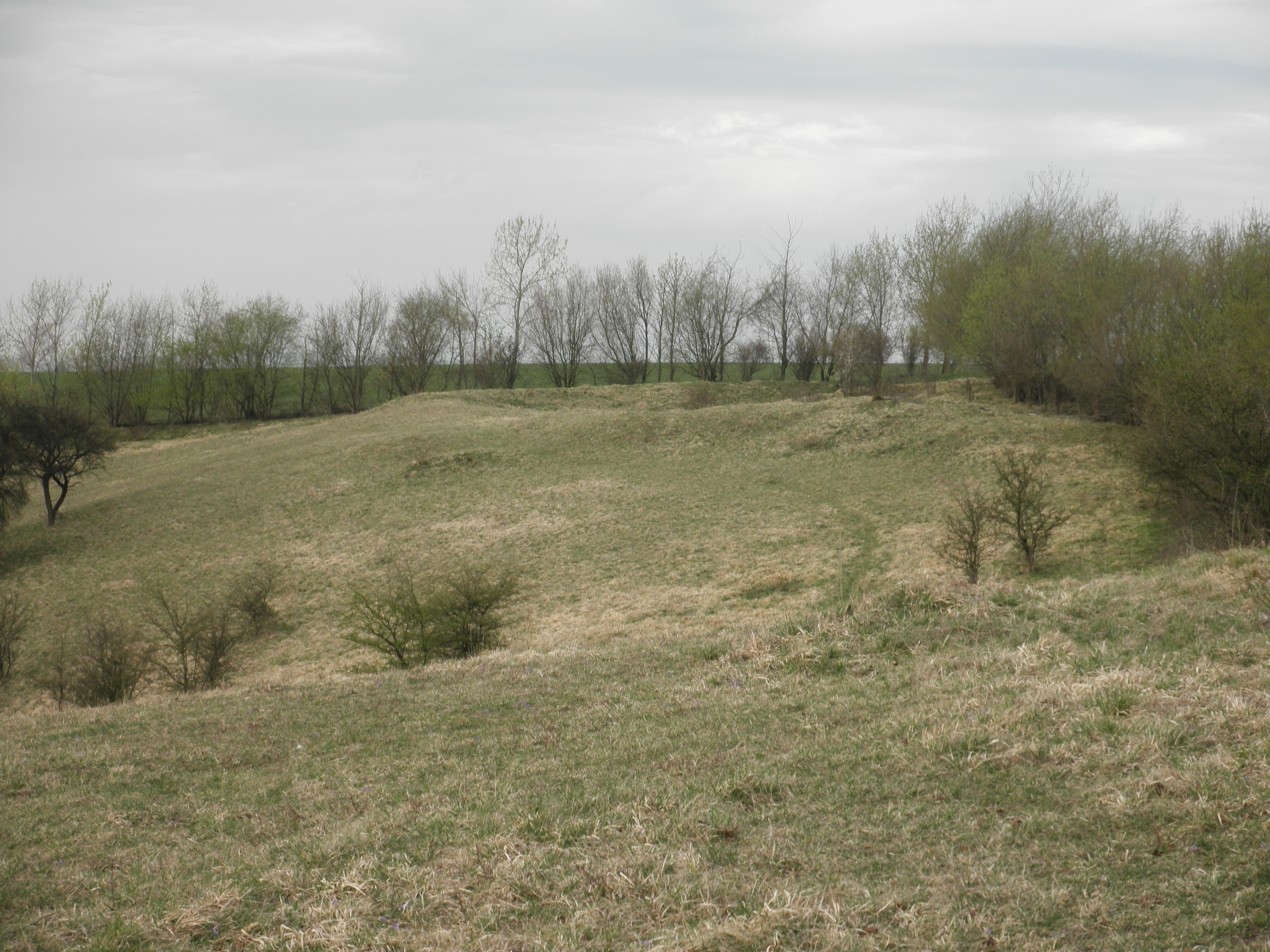
Flugzeugabsturzstelle